# マーストリヒト包囲戦 (1673年)
マーストリヒト包囲戦（マーストリヒトほういせん、英語: Siege of Maastricht）は仏蘭戦争中の1673年6月13日から6月30日にかけて行われた、フランス王国によるマーストリヒトの包囲。

## 背景
マーストリヒトの包囲は、フランス王ルイ14世がスペイン領ネーデルラントを併合しようとしたネーデルラント継承戦争においてオランダが三国同盟で妨害したことへの復讐として始めた仏蘭戦争の一環だった。1672年5月、ヘントとブリュッセルに陽動攻撃をした後、ルイ14世はオランダとリエージュ司教領の共同領であったマーストリヒトを占領せずに通過した。しかし、1673年に補給線が脅かされるようになると、彼はマーストリヒトの占領を決定、6月11日に包囲を開始した。マーストリヒトはセバスティアン・ル・プレストル・ド・ヴォーバンが攻撃した初の大規模な都市となった。

## 包囲

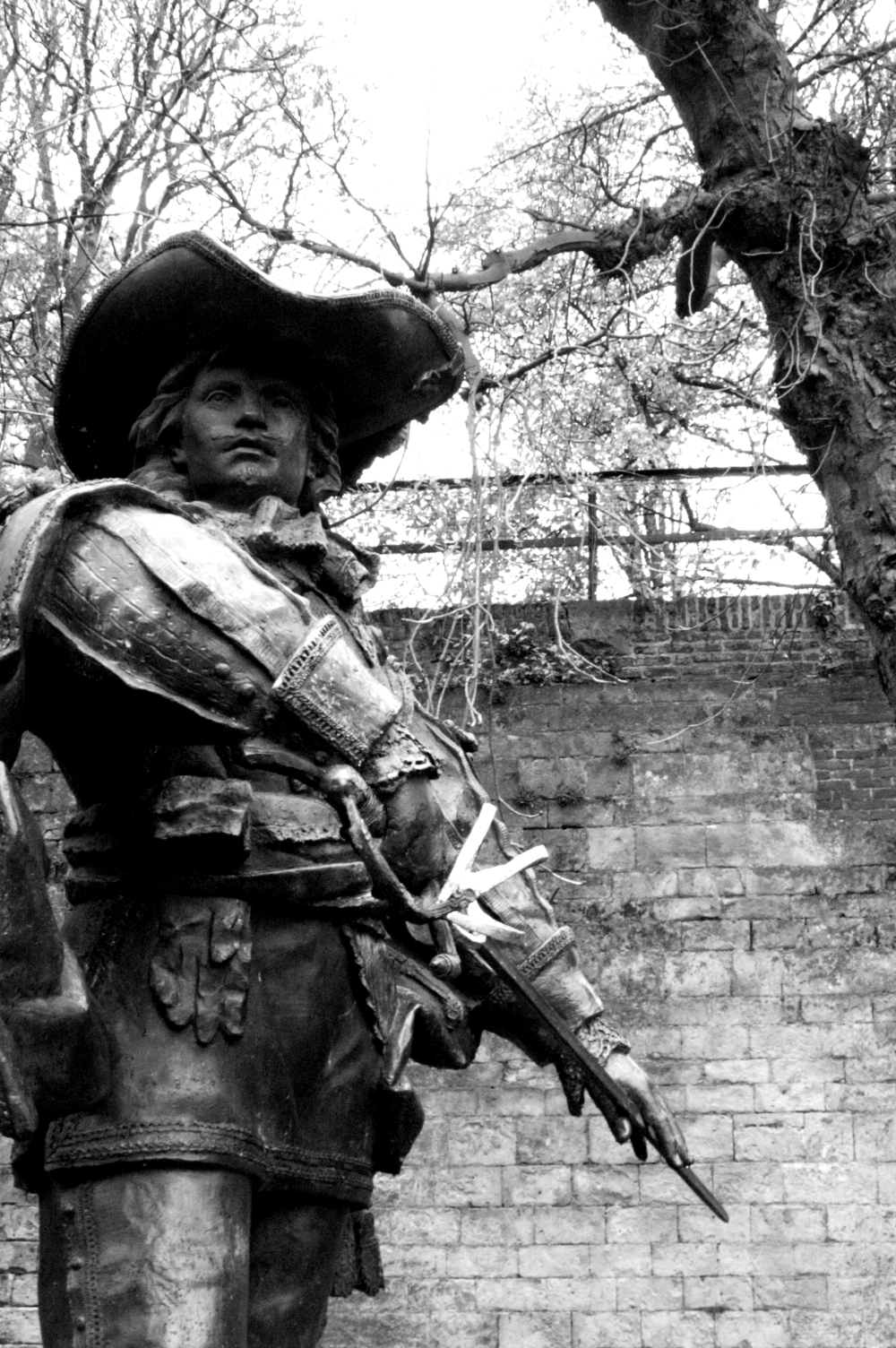
マーストリヒトにある、ダルタニャンの像。マーストリヒト包囲戦で戦死したダルタニャンはアレクサンドル・デュマ・ペールのダルタニャン物語の主人公となる。

大砲で城壁に砲撃するほか、ヴォーバンは6月17日から18日にかけての夜、塹壕をトンフレ門（Tongre）の前、城壁と平行して稲妻形に塹壕を掘るよう命じた。塹壕により守備軍はフランス軍に上手く攻撃することができず、工兵が防御工事のもとまで進んで爆弾を埋めるときには遮蔽にもなった。6月25日にはトンフレ門の前にある角堡とラヴリンへの強襲の用意ができた。
6月24日が洗礼者ヨハネの記念日だったため、ルイ14世はマーストリヒトの教会でのミサにてそれを祝うべく、24日までに包囲戦を終わらそうとした。塹壕がすでに完成していたため、ダルタニャンの指揮下にある国王連隊と灰色マスケット銃隊は進軍を開始、堀を越えて半月形の堡塁を1つ奪取した。
フランス軍の大半はスペイン軍の派遣隊により追い出されたが、約30人がその夜を持ちこたえた。フランス側で戦ったイングランド王国軍の指揮官モンマス公爵は第1近衛騎兵部隊を率いており、塹壕戦を指揮していたが、その多くが同じプロテスタントであるオランダ軍とたたかうことに拒否感を示していた。しかもイングランドの派遣軍は半分以上がオランダ人であった。そのため、その多くが戦うことを拒否して逃亡した。ヘンリー・ジョーンズ・オブ・オックスフォードシャーはフランスにおけるイギリス軽騎兵連隊を徴募して戦ったが戦死した。ジョン・チャーチルという大尉がモンマス公の下で働いたが、彼は堀を守っている遮蔽のある道を奪取しようとして、300人の損害を出した後に撤退した。彼はアウトワークに旗を一本刺さった。
しかし、翌朝にはオランダ軍のジャック・ド・ファリオーがラヴリンを奪還した。この半月形のラヴリンは包囲軍を稜堡にたどり着けないようにするための防御工事であった。角堡（または冠堡）は周りが尖っており、あらゆる方向からの接近を防いだ。
モンマス公が再び強襲を仕掛けて撃退されたが、その最中にダルタニャンが戦死した。モンマス公は「自身よりずっと年上で経験豊富な将軍のようにふるまった」という。しかしファリオーはヴォーバンの攻城術が強すぎると考え、6月30日に降伏した。翌7月1日には駐留軍が栄誉をもって退去、近くのオランダ駐留軍と合流する安導権を保証された。イングランドで不人気であったこの戦争は1674年2月のウェストミンスター条約により終結した。

## その後
ナイメーヘンの和約により仏蘭間の戦争が終結すると、マーストリヒトはオランダに返還されたが、ルイ14世はハプスブルク家領のいくつかの都市を獲得した。この戦闘において最も重要なのは、ヴォーバンがもたらされた、攻城戦における革命的な進歩であった。